# دانشگاه سایمون فریزر
دانشگاه سایمون فریزر (به انگلیسی: Simon Fraser University) (SFU) یک دانشگاه تحقیقاتی دولتی در کلان‌شهر ونکوور واقع در استان بریتیش کلمبیا کانادا است که در سال ۱۹۶۵ میلادی تأسیس شده‌است.

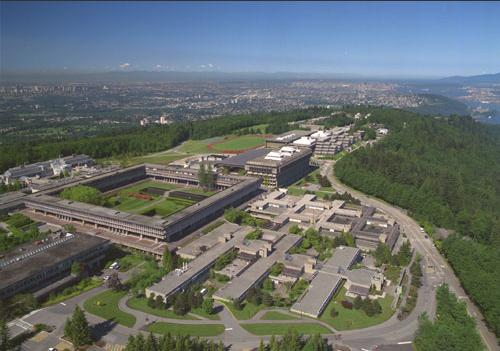
نمای هوایی از پردیس دانشگاه

سایمون فریزر همواره به‌عنوان یکی از دانشگاه‌های مهم کانادا مطرح بوده و در رتبه‌بندی سالانه کانادا (مک‌لین)، پنج سال در صدر گروه دانشگاه‌های جامع کانادا بالاتر از دانشگاه واترلو، دانشگاه کنکوردیا و دانشگاه ویکتوریا قرار داشته است.
طبق آمار سال ۲۰۱۵ سایمون فریزر جزو ۵ دانشگاه اول کانادا در زمینه مهندسی و علوم کامپیوتر قرار گرفت. همچنین این دانشگاه در رده ۱۷ ام جهان در بین دانشگاه‌های با قدمت کمتر از ۵۰ سال جهان قرار دارد.
در سال ۲۰۰۷، دانشگاه سایمون فریزر در زمینه مهندسی کنترل، مکاترونیک، رباتیک و فناوری میکرو و نانو که «High Tech» نامیده می‌شوند در رده ۲۰ دانشگاه برتر دنیا قرار گرفت.
این دانشگاه به افتخار سایمون فریزر (۲۰ مارس سال ۱۷۷۶ – ۱۸ اوت ۱۸۶۲) تاجر پوست و کاوشگر نام‌گذاری شده است.
ازجمله عجایب ساخته‌شده در این دانشگاه، می‌توان به کوچکترین کتاب دنیا اشاره کرد. کتابی به ابعاد ۰٫۰۷ در ۰٫۱۰ میلی‌متر که در دانشکده علوم مهندسی ساخته شد و در کتاب رکوردها نیز ثبت گردید.

## رنکینگ
در رتبه بندی دانشگاه ی جهان QS در سال ۲۰۲۲ دانشگاه سایمون فریزر در رتبه ۲۵۰ دنیا و ۸ کانادا قرار گرفته است. همچنین بر اساس رتبه بندی موسسه تایمز در سال ۲۰۲۰ این دانشگاه در رتبه ۳۰۰-۲۵۱دانشگاه های جهان قرار دارد.